# Sigue de Moda
Sigue de Moda hace referencia al vigésimo tercer álbum musical del cantante colombiano de música tropical Checo Acosta. Cuenta con la colaboración de diversos artistas tales como Joel Sound, Fernando Echeverría, La Familia André, Do Re Millones, Juan Piña, Marlow Rosado, José Arroyo, Cayito Dangond y Charlie Gómez. La obra fue editada por Codiscos el 22 de noviembre de 2014.

## Lista de canciones
| N.º | Título                                                      | Duración |  |
| 1.  | «Checarnaval»                                               | 3:58     |  |
| 2.  | «Pa' que se lo gocen (con Joel Sound)»                      | 3:34     |  |
| 3.  | «Soy Colombia (con Fernando Echeverría y La Familia André)» | 4:13     |  |
| 4.  | «Chetropical»                                               | 4:37     |  |
| 5.  | «Checoloco»                                                 | 4:01     |  |
| 6.  | «Trakatá»                                                   | 3:40     |  |
| 7.  | «Quien lo vive es quien lo goza»                            | 3:35     |  |
| 8.  | «Cantares de Navidad (con Do Re Millones)»                  | 2:53     |  |
| 9.  | «Ay mamá (con Juan Piña»                                    | 3:52     |  |
| 10. | «Las puertas del jardín (con Marlow Rosado y José Arroyo»   | 3:55     |  |
| 11. | «Contento y alegre (con Cayito Dangond)»                    | 4:02     |  |
| 12. | «Fiesta (con Charlie Gómez)»                                | 5:12     |  |